# Karabo Poppy Moletsane
Karabo Poppy Moletsane é uma designer, ilustradora e artista de rua sul-africana, de Pretória .

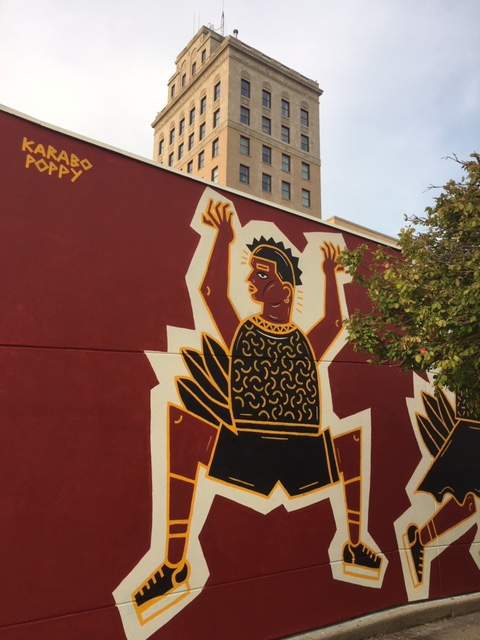
Mural com homens pulando em Jackson, Michigan

Moletsane cresceu em Vereeniging, frequentando uma escola para meninas em Potchefstroom. Estudou comunicação visual na Open Window School of Visual Communication, estabelecendo-se depois em Pretória. Seu primeira grande oportunidade aconteceu quando trabalhou na campanha RED, da Apple e depois, mais uma vez, quando Bill Gates twitou suas ilustrações. Em 2018, foi seleccionada pela Google para criar o Google Doodle no Dia Internacional da Mulher, que conta uma pequena história sobre a menina Ntsoaki.   Decorou as populares torres de resfriamento da cervejeira Gold Superior Golden Lager, e uma parede do Nike Football Training Center, no Soweto. Em 2019, trabalhou com a fabricante de artigos desportivos Nike, para a qual desenvolveu o design de diverso calçado desportivo.  Moletsane projetou vários símbolos e logotipos para o vigésimo aniversário da Wikipédia, juntamente com a ilustradora e designer gráfica germano-marroquina Jasmina El Bouamraoui.
Antes de trabalhar com seu próprio nome, ela abriu um negócio quando fundou a Mother Tongue-Creative House, em 2015.
Em 2017 foi convidada pela Universidade de Berkeley a pintar um mural no Berkeley Art Museum and Pacific Film Archive, se transformando assim na primeira mulher negra a o fazer.
Em 2018, ganhou o prémio Next Big Thing, nos prémios SA Style. 
Em 2019, Karabo foi eleita pela revista Forbes Africa como uma das figuras da sua lista anual "30 Under 30", que reúne os jovens com menos de 30 anos de destaque de cada ano.

## Publicações
- "Sho't Left" - Um Zine sobre as ocupações sul-africanas.